# Ferdinand Friedrich von Biedenfeld
Ferdinand Friedrich Freiherr von Biedenfeld (* 12. Mai 1764 in Owen; † 4. September 1834 in Karlsruhe) war ein badischer Generalmajor.

## Leben
Ferdinand Friedrich stammte aus dem oberhessischen Adelsgeschlecht von Biedenfeld. Er war von 1806 bis 1808 Oberst des Garnisonsregiments „von Biedenfeld“ und Kommandant von Freiburg im Breisgau, später von Konstanz. Er war an Naturwissenschaften und Kunst interessiert und pflegte Kontakt zum Maler Friedrich Mosbrugger und dessen Freund, dem Architekten Friedrich Eisenlohr. Eisenlohr war mit seiner Tochter Wilhelmine (1801–1882; genannt Mimi oder Mina) verheiratet.
Biedenfelds Ehefrau Friederike Christiane Dahler (1767–1837) war eine Bürgerliche, was den Eltern missfiel. Das Paar heiratete 1787 und hatte vier Töchter und die zwei Söhne:
- Ferdinand (1788–1862), Dichter, Dramaturg und Publizist
- Ernst (1793–1849), badischer Offizier, als Regimentskommandant der Revolutionsarmee 1849 standrechtlich hingerichtet.